# Curtis Andersen
Curtis Andersen est un acteur, producteur et scénariste américain, né le 2 mars 1977.

## Filmographie

### comme acteur
- 2000 : Kiss Tomorrow Goodbye (TV) : Chicken Shack Kid
- 2001 : Destination Londres (Winning London) (vidéo) de Craig Shapiro (en) : Goofy Delegate
- 2001 : Pearl Harbor de Michael Bay : 18-Year-Old Typist
- 2002 : Les Lois de l'attraction (The Rules of Attraction) de Roger Avary : Guy Rolling Keg
- 2004 : L'Envie (Envy) de Barry Levinson : Young Kissing Man
- 2005 : The Work and the Glory: American Zion (en) de Sterling Van Wagenen : Carl Rogers
- 2006 : The Work and the Glory III: A House Divided : Carl Rogers

### comme scénariste
- 2006 : Blood & Guts (en)

### comme producteur
- 2006 : Blood & Guts (en)